# Bazooka (strumento musicale)
Il bazooka è uno strumento musicale aerofono a fiato lungo più di 1 metro costituito da un cilindro telescopico simile a quello del trombone.

## Descrizione
L'aria viene immessa nello strumento attraverso un'ancia e un bocchino espandendosi poi in un lungo tubo che scivola liberamente all'esterno di un altro pezzo di tubo più stretto che termina in una campana molto svasata. Spesso i bazooka vengono costruiti usando materiali di recupero: due tubi e un imbuto.
Sebbene si possa pensare che l'azione di "tiro" alteri l'intonazione, come accede nel trombone, nel bazooka questo non accade grazie all'ampio diametro dei tubi. Manipolando la lunghezza dei tubi si cambia invece il timbro grazie alla fluttuazione delle differenti armoniche che lo compongono. Questo effetto dà al bazooka il suo suono caratteristico, "gorgheggiante" e dotato di Eco.
Tutte le note del bazooka vengono prodotte in falsetto dal suonatore, le cui labbra vibrano assieme all'ancia, al bocchino e al pezzo di tubo (opzionale) su cui questo è montato. Il tubo dello strumento invece - a differenza di quanto accade ad esempio nel trombone - non entra in risonanza, agendo principalmente da megafono per l'amplificazione del volume del suono.
Fu costruito artigianalmente e usato da un popolare personaggio radiofonico degli anni ’30 e ’40, l'attore comico Bob "Bazooka" Burns.
L'attore comico Bob "Bazooka" Burns, che aveva inventato questo strumento circa venti anni prima, rese popolare il bazooka intorno agli anni 1930. Altri suonatori di bazooka degni di nota furono Noon Johnson e Sanford Kendrick.

## Curiosità
Durante la seconda guerra mondiale "bazooka" divenne il nome dell'arma anticarro a causa della somiglianza del lanciarazzi con lo strumento musicale.